# Normální podgrupa
Normální podgrupa (známá také jako invariantní podgrupa nebo samokonjugovaná podgrupa) je v abstraktní algebře podgrupa, která je invariantní vůči konjugaci podle prvků grupy, jíž je částí. Jinými slovy podgrupa {\displaystyle N} grupy {\displaystyle G} je normální v {\displaystyle G} právě tehdy, když {\displaystyle gng^{-1}\in N} pro všechny {\displaystyle g\in G} a {\displaystyle n\in N}. Že {\displaystyle N} je normální podgrupou {\displaystyle G} zapisujeme {\displaystyle N\triangleleft G}.
Význam normálních podgrup spočívá v tom, že normální podgrupy (a pouze normální podgrupy) lze použít pro vytvoření faktorové grupy {\displaystyle G/N} dané grupy. Navíc jsou normální podgrupy grupy {\displaystyle G} právě jádry grupových homomorfismů s definičním oborem {\displaystyle G}, což znamená, že je lze použít pro interní klasifikaci těchto homomorfismů.
První, kdo si uvědomil význam normálních podgrup, byl Évariste Galois.

## Definice
Podgrupa {\displaystyle N} grupy {\displaystyle G} se nazývá normální podgrupa grupy {\displaystyle G} (značíme {\displaystyle N\triangleleft G}), pokud je invariantní vůči konjugaci; tj. konjugace prvku podgrupy {\displaystyle N} podle prvku grupy {\displaystyle G} je vždy v {\displaystyle N}.

### Ekvivalentní podmínky
Pro libovolnou podgrupu {\displaystyle N} grupy {\displaystyle G} jsou následující podmínky ekvivalentní s tím, že {\displaystyle N} je normální podgrupou grupy {\displaystyle G}. Proto libovolnou z nich můžeme použít jako definici normální podgrupy:
- Obraz konjugace podgrupy {\displaystyle N} libovolným prvkem grupy {\displaystyle G} je podmnožinou {\displaystyle N},[4] tj. {\displaystyle gNg^{-1}\subseteq N} pro všechny {\displaystyle g\in G}.
- Obraz konjugace podgrupy {\displaystyle N} libovolným prvkem grupy {\displaystyle G} je roven {\displaystyle N,}[4] tj. {\displaystyle gNg^{-1}=N} pro všechny {\displaystyle g\in G}.
- Pro všechny {\displaystyle g\in G} jsou si levé a pravé třídy {\displaystyle gN} a {\displaystyle Ng} rovné.[4]
- Množiny levých a pravých tříd podgrupy {\displaystyle N} v {\displaystyle G} jsou stejné.[4]
- Násobení v {\displaystyle G} zachovává relaci ekvivalence „je ve stejné levé třídě jako“. Tj. pro každé {\displaystyle g,g',h,h'\in G}, které vyhovuje {\displaystyle gN=g'N} a {\displaystyle hN=h'N}, platí {\displaystyle (gh)N=(g'h')N}.
- Existuje grupa na množina levých tříd podgrupy {\displaystyle N} kde násobení libovolných dvou levých tříd {\displaystyle gN} a {\displaystyle hN} dává levou třídu {\displaystyle (gh)N}. Tato grupa se nazývá faktorová grupa grupy {\displaystyle G} podle {\displaystyle N} a značí se {\displaystyle G/N}.
- {\displaystyle N} je sjednocením tříd konjugace grupy {\displaystyle G}.[2]
- {\displaystyle N} se zachovává vnitřními automorfismy grupy {\displaystyle G}.[5]
- Existuje nějaký grupový homomorfismus {\displaystyle G\to H} jehož jádro je {\displaystyle N}.[2]
- Existuje grupový homomorfismus {\displaystyle \phi :G\to H} jehož vlákna tvoří grupa kde neutrální prvek je {\displaystyle N} a násobení libovolných dvou vláken {\displaystyle \phi ^{-1}(h_{1})} a {\displaystyle \phi ^{-1}(h_{2})} dává fiber {\displaystyle \phi ^{-1}(h_{1}h_{2})} (tato grupa je tatáž grupa {\displaystyle G/N} se zmínil výše).
- Existuje nějaká kongruence na {\displaystyle G}, jejíž třída ekvivalence neutrálního prvku je {\displaystyle N}.
- Pro všechny {\displaystyle n\in N} a {\displaystyle g\in G} je komutátor {\displaystyle \langle n,g\rangle =n^{-1}g^{-1}ng} v {\displaystyle N}.[zdroj?]
- Libovolné dva prvky komutují modulo relace příslušnosti k normální podgrupě.[ujasnit] Tj. pro všechny {\displaystyle g,h\in G} je {\displaystyle gh\in N} právě tehdy, když {\displaystyle hg\in N}.[zdroj?]

## Příklady
Pro libovolnou grupu {\displaystyle G} je triviální podgrupa {\displaystyle \{e\}} sestávající pouze z neutrálního prvku grupy {\displaystyle G} vždy normální podgrupou grupy {\displaystyle G}. Podobně grupa {\displaystyle G} samotná je vždy normální podgrupou grupy {\displaystyle G} (pokud to jsou jediné normální podgrupy, pak o {\displaystyle G} říkáme, že je jednoduchá). Jiný pojmenovaný normální podgrupy libovolné grupy zahrnuje centrum grupy (množina prvků, které komutují se všemi ostatními prvky) a komutátorová podgrupa {\displaystyle \langle G,G\rangle }. Obecněji, protože konjugace je izomorfismus, libovolná charakteristická podgrupa je normální podgrupou.
Pokud {\displaystyle G} je Abelova grupa, pak každá podgrupa {\displaystyle N} grupy {\displaystyle G} je normální, protože {\displaystyle gN=\{gn\}_{n\in N}=\{ng\}_{n\in N}=Ng}. Obecněji pro libovolnou grupu {\displaystyle G}, každá podgrupa centra {\displaystyle Z(G)} grupy {\displaystyle G} je normální v {\displaystyle G} (ve speciálním případě, když {\displaystyle G} je Abelova je centrum grupy celé {\displaystyle G}, tedy fakt, že všechny podgrupy Abelovy grupa jsou normální). Grupa, které není Abelova, ale jejíž každá podgrupa je normální, se nazývá Hamiltonovská grupa.
Konkrétní příkladem normální podgrupy je podgrupa {\displaystyle N=\{(1),(123),(132)\}} symetrických grup {\displaystyle S_{3}}, sestávající z neutrální a oba tři-cykly. Konkrétně, můžeme kontrolovat, že každá levá třída podgrupy {\displaystyle N} je jak rovno {\displaystyle N} samotný nebo je rovno {\displaystyle (12)N=\{(12),(23),(13)\}}. Na druhou stranu, podgrupa {\displaystyle H=\{(1),(12)\}} není normální v {\displaystyle S_{3}}, protože {\displaystyle (123)H=\{(123),(13)\}\neq \{(123),(23)\}=H(123)}. To demonstruje obecný fakt, že libovolná podgrupa {\displaystyle H\leq G} indexu dva je normální.
Jako příklad normální podgrupy v grupě matic uvažujme obecnou lineární grupu {\displaystyle \mathrm {GL} _{n}(\mathbf {R} )} všech invertovatelných matic {\displaystyle n\times n} reálných čísel s operací násobení matic a její podgrupu {\displaystyle \mathrm {SL} _{n}(\mathbf {R} )} všech matic {\displaystyle n\times n} s determinantem 1 (speciální lineární grupa). Pro představu, proč podgrupa {\displaystyle \mathrm {SL} _{n}(\mathbf {R} )} je normální v {\displaystyle \mathrm {GL} _{n}(\mathbf {R} )}, uvažujme libovolnou matici {\displaystyle X} v {\displaystyle \mathrm {SL} _{n}(\mathbf {R} )} a libovolnou invertibilní matici {\displaystyle A}. Pak použitím dvou důležitých identit {\displaystyle \det(AB)=\det(A)\det(B)} a {\displaystyle \det(A^{-1})=\det(A)^{-1}} dostáváme, že {\displaystyle \det(AXA^{-1})=\det(A)\det(X)\det(A)^{-1}=\det(X)=1}, takže také {\displaystyle AXA^{-1}\in \mathrm {SL} _{n}(\mathbf {R} )}. To znamená, že {\displaystyle \mathrm {SL} _{n}(\mathbf {R} )} je uzavřená vůči konjugaci v {\displaystyle \mathrm {GL} _{n}(\mathbf {R} )}, takže je to normální podgrupa.
V grupě Rubikovy kostky podgrupy sestávající z operace, které ovlivňují pouze orientace buď rohových kostiček nebo hranových kostiček, jsou normální.
Grupa posunutí je normální podgrupa Eukleidovy grupy v libovolné dimenzi. To znamená, že použitím shodného zobrazení následovaného posunutím a inverzním shodným zobrazením, má stejný efekt jako samotné posunutí. Naproti tomu podgrupa všech rotací okolo počátku není normální podgrupou Eukleidovské grupy pro dvou nebo vícerozměrný prostor: provedení translace následované rotací kolem počátku a opačnou translací typicky změní počátek souřadnicového systému, a proto dá jiný výsledek než samotná rotace kolem počátku.

## Vlastnosti
- Pokud {\displaystyle H} je normální podgrupa grupy {\displaystyle G}, a {\displaystyle K} je podgrupa grupy {\displaystyle G} obsahující {\displaystyle H}, pak {\displaystyle H} je normální podgrupa grupy {\displaystyle K}.[14]
- Normální podgrupa normální podgrupy grupy nemusí být normální v grupě. Čili normalita není Tranzitivní relace. Nejmenší grupa vykazující toto chování je Dihedrální grupa řádu 8.[15] Charakteristická podgrupa normální podgrupy však je normální.[16] Grupa, v niž je normalita tranzitivní, se nazývá T-grupa.[17]
- Dvě grupy {\displaystyle G} a {\displaystyle H} jsou normální podgrupy jejich přímý součin {\displaystyle G\times H}.
- Pokud grupa {\displaystyle G} je semidirektním součinem {\displaystyle G=N\rtimes H}, pak {\displaystyle N} je normální v {\displaystyle G}, ale {\displaystyle H} nemusí být normální v {\displaystyle G}.
- Pokud {\displaystyle M} a {\displaystyle N} jsou normální podgrupy aditivní grupy {\displaystyle G} takové, že {\displaystyle G=M+N} a {\displaystyle M\cap N=\{0\}}, pak {\displaystyle G=M\oplus N}.[18]
- Surjektivní homomorfismy zachovávají normalitu;[19] tj., pokud {\displaystyle G\to H} je surjektivní grupový homomorfismus a {\displaystyle N} je normální v {\displaystyle G}, pak obraz {\displaystyle f(N)} je normální v {\displaystyle H}.
- Inverzní obraz zachovává normalitu; [19] tj., pokud {\displaystyle G\to H} je grupový homomorfismus a {\displaystyle N} je normální v {\displaystyle H}, pak inverzní obraz {\displaystyle f^{-1}(N)} je normální v {\displaystyle G}.
- Direktní součin grup zachovává normalitu; [20] tj., pokud {\displaystyle N_{1}\triangleleft G_{1}} a {\displaystyle N_{2}\triangleleft G_{2}}, pak {\displaystyle N_{1}\times N_{2}\;\triangleleft \;G_{1}\times G_{2}}.
- Každá podgrupa indexu 2 je normální. Obecněji podgrupa {\displaystyle H} konečného indexu {\displaystyle n} v {\displaystyle G} obsahuje podgrupu {\displaystyle K}, která je normální v {\displaystyle G} a jejíž index dělí {\displaystyle n!}, která se nazývá normální jádro. Speciálně pokud {\displaystyle p} je nejmenší prvočíslo dělící řád grupy {\displaystyle G}, pak každá podgrupa indexu {\displaystyle p} je normální.[21]
- Skutečnost, že normální podgrupy grupy {\displaystyle G} jsou právě jádra grupových homomorfismů definovaných na {\displaystyle G}, odpovídá za některé z významů normálních podgrup; jsou způsobem, jak interně klasifikovat všechny homomorfismy definované na grupě. Například neidentity konečné grupy je jednoduchá právě tehdy, když je izomorfní se všemi svými neidentickými homomorfními obrazy;[22] konečná grupa je dokonalá právě tehdy, když nemá žádné normální podgrupy prvočíselného indexu; grupa je nedokonalá právě tehdy, když odvozená podgrupa nemá žádnou vlastní normální podgrupu.

### Svaz normálních podgrup
Jsou-li {\displaystyle N} a {\displaystyle M} dvě normální podgrupy grupy {\displaystyle G}, jejich průnik {\displaystyle N\cap M} a jejich součin {\displaystyle NM=\{nm:n\in N\;\wedge \;m\in M\}} je také normální podgrupa grupy {\displaystyle G}. 
Normální podgrupy grupy {\displaystyle G} tvoří svaz s relací inkluze množin s nejmenším prvkem {\displaystyle \{e\}} a největším prvkem {\displaystyle G}. Průsek dvou normálních podgrup {\displaystyle N} a {\displaystyle M} v tomto svazu je jejich průnik a spojení je jejich součin.
Svaz je úplný a modulární.

## Normální podgrupy, faktorové grupy a homomorfismy
Pokud {\displaystyle N} je normální podgrupa grupy {\displaystyle G}, je možné definovat násobení na levých třídách jako zobrazení {\displaystyle G/N\times G/N\to G/N} takto:
{\displaystyle \left(a_{1}N\right)\left(a_{2}N\right):=\left(a_{1}a_{2}\right)N}
Pro důkaz, že toto zobrazení je korektně definované, je třeba dokázat, že výsledek nezávisí na volbě reprezentantů {\displaystyle a_{1},a_{2}}. Za tímto účelem uvažujme jiné reprezentanty {\displaystyle a_{1}'\in a_{1}N,a_{2}'\in a_{2}N}. Pak existují {\displaystyle n_{1},n_{2}\in N} takové, že {\displaystyle a_{1}'=a_{1}n_{1},a_{2}'=a_{2}n_{2}}. Odtud plyne, že
{\displaystyle a_{1}'a_{2}'N=a_{1}n_{1}a_{2}n_{2}N=a_{1}a_{2}n_{1}'n_{2}N=a_{1}a_{2}N,}
kde využíváme také fakt, že {\displaystyle N} je normální podgrupa, a proto existuje {\displaystyle n_{1}'\in N} takové, že {\displaystyle n_{1}a_{2}=a_{2}n_{1}'}. Tím je dokázáno, že tento součin je korektně definovaným zobrazení mezi levými třídami.
Množina levých tříd s touto operací je grupou, kterou nazýváme faktorová grupa a značíme {\displaystyle G/N.} Existuje přirozená projekce {\displaystyle f:G\to G/N} daná vztahem {\displaystyle f(a)=aN}. Tato projekce převádí {\displaystyle N} na neutrální prvek grupy {\displaystyle G/N}, což je levá třída {\displaystyle eN=N}, tj. {\displaystyle \ker(f)=N}.
Obecně, grupový homomorfismus {\displaystyle f:G\to H} zobrazuje podgrupy grupy {\displaystyle G} na podgrupy grupy {\displaystyle H}. Také vzor libovolné podgrupy grupy {\displaystyle H} je podgrupou grupy {\displaystyle G}. Vzor triviální grupy {\displaystyle \{e\}} v {\displaystyle H} nazýváme jádrem homomorfismu a značíme {\displaystyle \ker f}. Lze ukázat, že jádro je vždy normální a obraz {\displaystyle f(G)} grupy {\displaystyle G} je vždy izomorfní s {\displaystyle G/\ker f} (první věta o izomorfismu). Tato korespondence je bijekcí mezi množinami všech faktorových grup {\displaystyle G/N} grupy {\displaystyle G}, a množinou všech homomorfních obrazů grupy {\displaystyle G} (až na izomorfismus). Je také zřejmé, že jádrem faktorového zobrazení {\displaystyle f:G\to G/N} je samotné {\displaystyle N}, takže normální podgrupy jsou právě jádry homomorfismů s definičním oborem {\displaystyle G}.